# Falehau
Falehau es una aldea en la isla de Niuatoputapu (Tonga). Su población es de 218 habitantes.
Los otros dos pueblos de Niuatoputapu son Hihifo, el cual es la población principal en la isla, y Vaipoa.
Falehau sufrió daños por el tsunami y terremoto de Samoa de 2009.